# De la Mar
De la Mar was van oorsprong een Sefardisch-Joodse familie en heeft in Nederland enkele min of meer bekende personen opgeleverd.
- Masahod de la Mar kwam in 1776 als ambassadeur van de koning van Marokko naar Nederland. Zijn zoon Abraham trouwde tweemaal en kreeg 17 kinderen. Vijf zonen worden hieronder genoemd.
- Jacob de la Mar (1820-1890) was geneesheer. Hij werd in 1846 toegevoegd aan de staf van de Amsterdamse armendokter Samuel Sarphati.
- Alexander de la Mar (1830-1909) werd in 1866 de eerste agent van persbureau Reuters in Nederland. Zijn zoon Abraham de la Mar (1858-1929) volgde hem op maar heeft zijn bekendheid vooral te danken aan het reclamebureau Remaco dat hij stichtte.[1]
- Herman de la Mar (1843-1921) was de eerste Reuters vertegenwoordiger in België. Zijn standplaats was Brussel.
- David de la Mar (1832-1898) was kunstschilder.

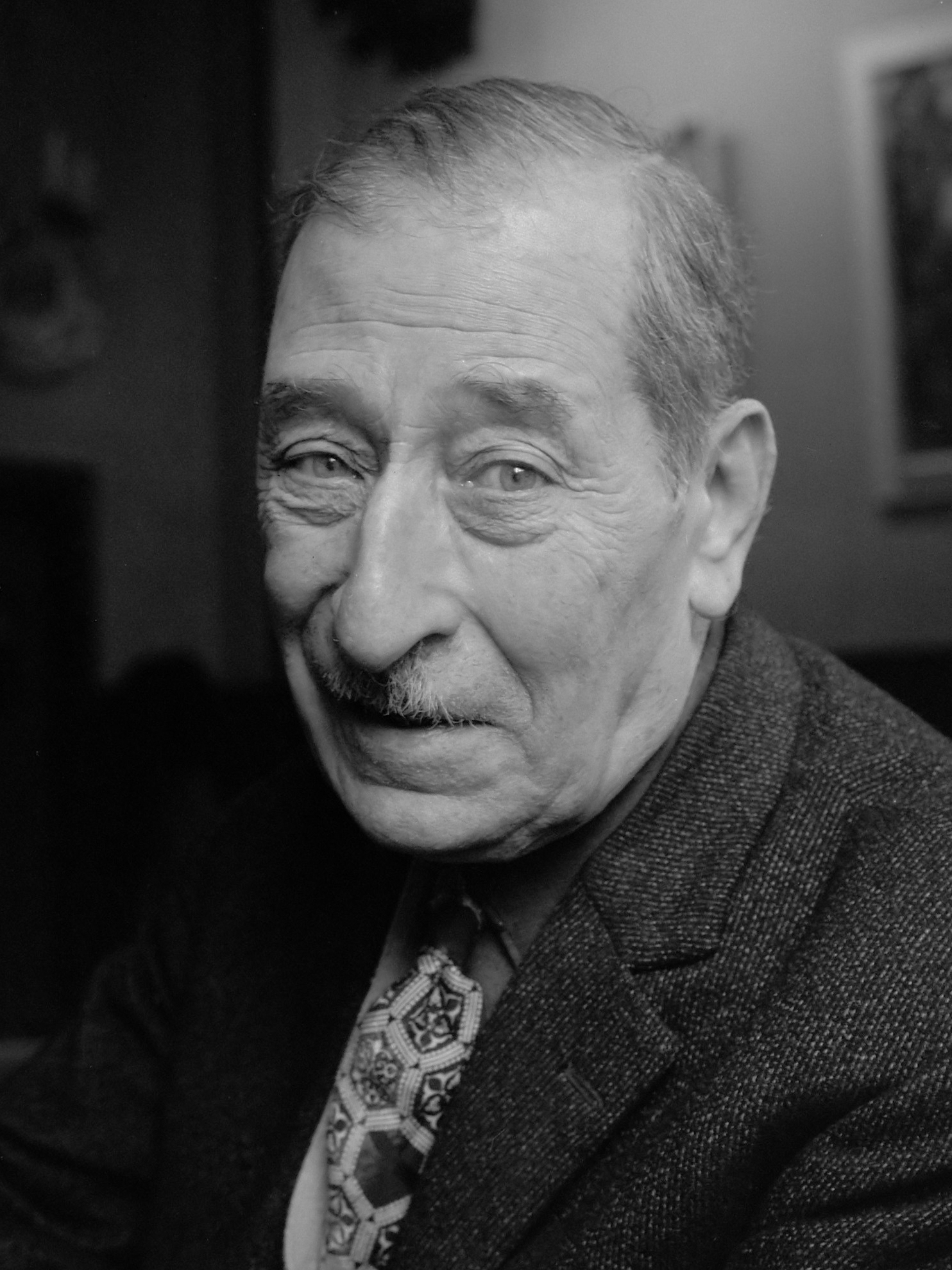
Chris de la Mar (1964)

Via zoon Maximiliaan komen we bij kleinzoon Charles de la Mar (1845-1908), die de stamvader werd van de artiestenfamilie. Ook zijn zonen Nap de la Mar (1878-1930), Chris de la Mar (1886-1967) en kleindochter Fien de la Mar (1898-1965) kregen landelijke bekendheid. Fien heeft in ruim tien films gespeeld.
Een andere zoon van Maximiliaan was Joseph Rafaël de la Mar (1843-1918). Joseph ging op achttienjarige leeftijd naar Amerika en werd mijnmagnaat en meervoudig miljonair.
Bovenstaande familie is in mannelijke lijn in Nederland uitgestorven. De De la Mars die op dit ogenblik in Nederland wonen komen waarschijnlijk uit Frankrijk en zijn in Nederland aanwezig sinds 1747. De opmerkelijkste persoon uit dit geslacht was Jean Joseph de la Mar, de eerste veldwachter van Hattem.